# 松下尚史
松下 尚史（まつした なおし、1971年4月7日 - ）は、福井テレビジョン放送の元アナウンサー。石川県石川郡野々市町(現・野々市市)出身。A型。
- 関西学院大学出身[1]。1994年、福井テレビジョン放送に入社、2008年にアナウンサー職を離れた。

## 過去の担当番組
- めざましテレビ福井担当リポーター
- FNN福井テレビスーパーニュース
- ふくい浪漫 い～ざぁええDay
- おかえりなさ～いキャスター（スタジオにて、水～金担当）
- チカッペ!輝け福井のアスリートたち
- スポーツ実況全般

## その他
- 高知さんさんテレビ開局時には、高知市福井町の福井駅に行き、「街角クイズ」と題して、道行くおばあさんにクイズを出したこともある。なお、このCMは高知県限定で放送された。